# Stanford Stadium
O Stanford Stadium é um estádio localizado em Stanford, próximo a Palo Alto, California (EUA). É utilizado pelo time universitário de futebol americano universitário Stanford Cardinal football pertencente a Universidade de Stanford, já foi utilizado pelo time de futebol San Jose Earthquakes da MLS.

## História

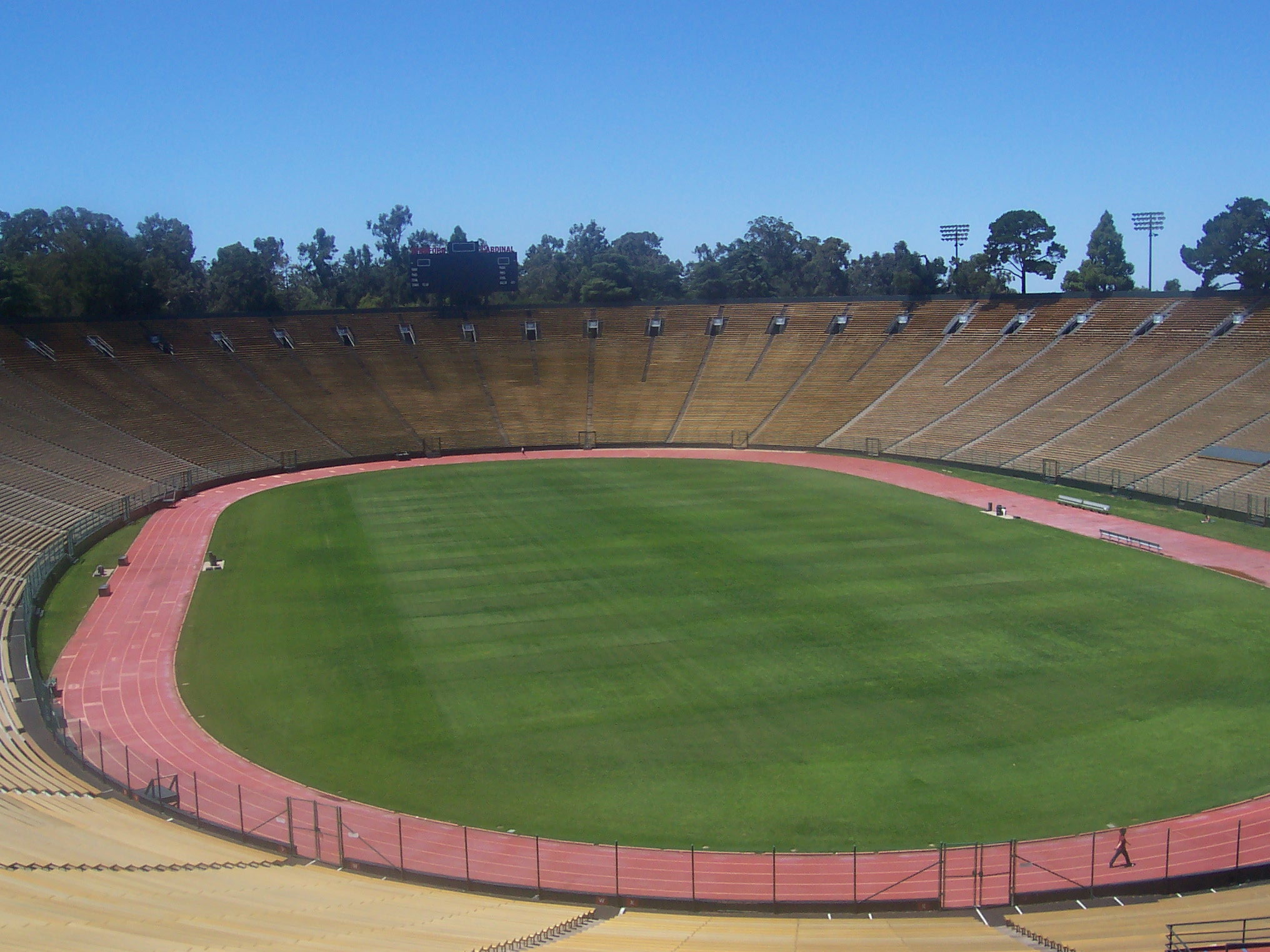
O estádio em 2004.

O estádio foi construído em 1921 em cinco meses no lugar do Stanford Field com capacidade inicial para 60.000 pessoas com 66 fileiras, sendo na éppoca o segundo maior estádio do país, atrás somente do Yale Bowl, em 1925 ganhou mais 10.200 lugares, em 1927 com a adição de mais 14 fileiras chegou a ter capacidade para 85.500 torcedores, configuração que perdurou até 2005. Entre os anos de 2005 e 2006 foi demolido e reconstruído, tendo atualmente capacidade para 50.000 torcedores.
Foi uma das sedes de jogos de futebol dos Jogos Olímpicos de Verão de 1984, uma das sedes da Copa do Mundo FIFA de 1994 e da Copa do Mundo de Futebol Feminino de 1999.
Sediou, também, o Super Bowl XIX, disputado em 20 de janeiro de 1985 (San Francisco 49ers 38-16 Miami Dolphins), em 1989 sediou uma partida da temporada regular da NFL do San Francisco 49ers após o Sismo de Loma Prieta de 1989 ter danificado o Candlestick Park.

## Jogos da Copa do Mundo de 1994
| 20 de junho de 1994 13:05(horário local)/17:05(horário do Brasil) | Brasil                    | 2–0 | Rússia | Stanford Stadium, Stanford Público: 81,061 Árbitro: Lim Kee Chong (Maurícia) |
|                                                                   | Romário 26' Raí 52' (pen) |     |        |                                                                              |

| 24 de junho de 1994 13:05(horário local)/17:05(horário do Brasil) | Brasil                                   | 3–0 | Camarões | Stanford Stadium, Stanford Público: 83,401 Árbitro: Arturo Brizio Carter (México) |
|                                                                   | Romário 39' Márcio Santos 66' Bebeto 73' |     |          |                                                                                   |

| 26 de junho de 1994 13:05(horário local)/17:05(horário do Brasil) | Suíça | 0–2 | Colômbia               | Stanford Stadium, Stanford Público: 83,401 Árbitro: Peter Mikkelsen (Dinamarca) |
|                                                                   |       |     | Gaviria 44' Lozano 89' |                                                                                 |

| 28 de junho de 1994 13:05(horário local)/17:05(horário do Brasil) | Rússia                                                      | 6–1 | Camarões  | Stanford Stadium, Stanford Público: 74,914 Árbitro: Jamal Al-Sharif (Síria) |
|                                                                   | Salenko 15', 41', 44' (pen), 72', 75' Dmitriy Radchenko 81' |     | Milla 46' |                                                                             |

| 4 de julho de 1994 12:35(horário local)/16:35(horário do Brasil) | Brasil     | 1–0 | Estados Unidos | Stanford Stadium, Stanford Público: 84,147 Árbitro: Joël Quiniou (França) |
|                                                                  | Bebeto 72' |     |                |                                                                           |

| 10 de julho de 1994 12:35(horário local)/16:35(horário do Brasil) | Suécia                       | 2–2 (Prorrogação) (5–4 Disputa por pênaltis) | Romênia             | Stanford Stadium, Stanford Público: 83,500 Árbitro: Phillip Don (Inglaterra) |
|                                                                   | Brolin 78' K. Andersson 115' |                                              | Răducioiu 88', 101' |                                                                              |

|                                                            |     | Penalidades                                                 |  |
| Mild: K. Andersson: Brolin: Ingesson: R. Nilsson: Larsson: | 5–4 | Răducioiu: Hagi: Lupescu: Petrescu: Dumitrescu: Belodedici: |  |

## Copa do Mundo de Futebol Feminino de 1999
| 4 de julho de 1999 13:30(horário local)/17:30(horário do Brasil) | Estados Unidos            | 2–0 | Brasil | Stanford Stadium, Stanford Público: 73,123 Árbitro: Katriina Elovirta (Finlândia) |
|                                                                  | Parlow 5' Akers 80' (pen) |     |        |                                                                                   |